# Jens Triebel
Jens Triebel (* 19. März 1969 in Suhl) ist ein parteiloser deutscher Kommunalpolitiker und war von 2006 bis 2018 Oberbürgermeister von Suhl.
Nach seiner Schulzeit an der Lauterschule in Suhl absolvierte Triebel von 1985 bis 1987 eine Berufsausbildung zum Werkzeugmacher im Elektrogerätewerk Suhl. Auf dem Sportgymnasium in Oberhof erlangte er 1992 die Hochschulreife, studierte anschließend Forstwissenschaft in Tharandt an der Technischen Universität Dresden. Seine Dissertation im Bereich der Forstökonomie schloss der Diplomforstwirt 2002 erfolgreich ab. Danach war er Wissenschaftlicher Mitarbeiter an der Professur für Forst- und Holzwirtschaft Osteuropas.
Triebel trat als Einzelbewerber zur Kommunalwahl im Mai 2006 in Suhl an und gewann diese überraschend mit 52,7 Prozent der Stimmen im ersten Wahlgang.  Während der Kommunalwahlen am 22. April 2012 erlangte er mit 50,7 % erneut die absolute Mehrheit im ersten Wahlgang und wurde damit im Amt bestätigt. Am 29. April 2018 unterlag er im zweiten Wahlgang der Kommunalwahlen gegen den CDU-Bewerber André Knapp.

## Sport
Triebel ist ein ambitionierter Kletterer und Alpinist. Er ist im Vorstand der Interessengemeinschaft Klettern Thüringen e.V. Neben zahlreichen Erstbegehungen im Thüringer Wald, z. B. am Falkenstein, und in der Sächsischen Schweiz, z. B. Jubiläumsturm - Arena der Eitelkeiten „Xc“ (sächs.) zusammen mit Carsten Beichler im Jahr 2005, gelangen ihm einige erfolgreiche alpine Unternehmungen:
- Eiger-Nordwand
- Pik Korschenewskaja (Pamir) 7105 m
- Huascarán (Anden) 6768 m
- Denali (Alaska) 6192 m
- Artesonraju (Anden) 6025 m
- Mount Logan (Kanada) 5959 m
- Alpamayo (Anden) 5947 m

und mehrere Erstbegehungen von Bigwalls, z. B. am El Capitan (Yosemite National Park, Kalifornien) und in der Brooks Range (Alaska).
2004 kehrte er kurz unterhalb des Gipfels des Nanga Parbat um.